# Jeff Foote
Jeff Foote, né le 14 juillet 1987, à Barton, dans l'État de New York, est un joueur américain de basket-ball. Il évolue au poste de pivot.

## Palmarès
- Champion de Lituanie 2013
- All-NBA D-League Second Team 2012